# Benchmark.pl
benchmark.pl – polski portal internetowy poświęcony tematyce nowych technologii i cyfrowej rozrywki. Jest jednym z najstarszych serwisów tego typu w Polsce.

## Historia
Historia portalu sięga roku 1996, kiedy Wojciech Kiełt uruchomił stronę z pomiarami FPS dla gry Quake. W czerwcu 1997 roku serwis zyskał nową szatę graficzną i nazwę (Benchmark3D), a jego tematyka została rozszerzona. Z fanowskiej strony o grze wideo zmieniła się przede wszystkim w ranking wydajności, w którym użytkownicy mogli przedstawiać wyniki osiągane przez ich komputery w benchmarkach (stąd pochodzi nazwa serwisu). Na stronie zaczęły pojawiać się również testy sprzętu, który najczęściej był udostępniany przez sklepy komputerowe w zamian za banery reklamowe. W tym momencie więc rozpoczęła się historia portalu technologicznego benchmark.pl, choć taką domenę zyskał dopiero w grudniu 1999 roku. Czyni go to jednym z najstarszych polskich portali internetowych o tematyce technologicznej.
Na przełomie XX i XXI wieku zaczęły spadać dochody serwisu, na co reakcją było nawiązanie współpracy z firmą Komputronik. W zamian za stałą reklamę portal otrzymał możliwość korzystania z serwerów i wsparcia technicznego. Współpraca układała się na tyle dobrze, że w 2007 roku Komputronik zdecydował się na zakup pakietu większościowego w firmie Benchmark Sp. z o.o., zapewniając jej przy tym niezależność konieczną do tworzenia i rozwijania portalu informacyjnego.
Kolejne lata to czas dynamicznego rozwoju serwisu. Skład redakcji powiększał się o testerów i autorów publikacji, a zakres tematyczny ulegał ciągłemu rozszerzaniu. Dzięki temu portal benchmark.pl stał się jednym z najważniejszych źródeł informacji o nowych technologiach (w języku polskim).
W 2019 roku portal benchmark.pl zyskał nową szatę graficzną. Została dostosowana do obowiązujących trendów, a także poprawiono jej czytelność i działanie na urządzeniach mobilnych, które stały się podstawowym źródłem ruchu w serwisie.
Następne lata przyniosły dalsze rozszerzanie tematyki. Choć na łamach portalu wciąż publikowane są szczegółowe testy komputerów, podzespołów i peryferiów, coraz większą część newsów i artykułów stanowią teksty dotyczące cyfrowej rozrywki (na przykład filmów i serwisów VOD) czy też ciekawostki naukowe (przede wszystkim astronomiczne). Portal obejmuje swoim zasięgiem coraz szersze spektrum tematów związanych z nowymi technologiami i publikuje teksty kierowane zarówno do laików, średnio-zaawansowanych użytkowników, jak i entuzjastów.
W połowie września 2022 spółka należąca do holdingu Wirtualna Polska nabyła wszystkie udziały w firmie zarządzającej portalem benchmark.pl. Wartość transakcji wyniosła około 14 mln zł. Wirtualna Polska nabyła 80 proc. udziałów w spółce Benchmark od Komputronika za około 11 mln zł. Pozostałe 20 proc. udziałów w Benchmarku zostało przejęte przez Wirtualną Polskę od założyciela serwisu. 
W styczniu 2023 roku spółka Benchmark została zamknięta, a portal benchmark.pl trafił pod zarząd spółki Wirtualna Polska Media.

## Charakterystyka

### Rodzaje i tematyka publikacji
Aktualnie benchmark.pl jest serwisem, na którego łamach publikowane są wiadomości, recenzje, poradniki, rankingi sprzętów i teksty publicystyczne z szeroko pojętej branży nowych technologii i cyfrowej rozrywki. Oferowane działy to:
- Newsy (najnowsze wiadomości, publikowane przez całą dobę)
- Artykuły (autorskie testy i recenzje sprzętu, programów i gier, a także testy publicystyczne)
- Na Topie (selekcja najważniejszych newsów i recenzji)
- Wideo (recenzje, zestawienia, unboxingi i inne treści w formie wideo)
- Konkursy (regularnie odbywające się konkursy z nagrodami)
- Rankingi (baza wyników sprzętu z porównywarką, pozwalającą zestawić ze sobą dwa modele)
- TOP (regularnie odświeżane zestawienia najlepszych produktów z danej kategorii)
- Quizy (tematyczne quizy)

Oprócz kategoryzacji według typu tekstu publikacje są podzielone także na 8 podstawowych kategorii tematycznych:
- Komputery (podzespoły PC, peryferia PC, akcesoria, oprogramowanie)
- Mobile (smartfony, tablety, czytniki e-booków, akcesoria mobilne, akcesoria samochodowe)
- Gry (gry komputerowe i na konsole, sprzęt do gier, gry planszowe i karciane)
- Foto (aparaty i kamery, fotografowanie)
- RTV (telewizory, projektory, audio, akcesoria RTV)
- Ciekawostki (internet, nauka, motoryzacja, gadżety elektroniczne, technika wojskowa)
- Firma (bezpieczeństwo, oprogramowanie do firmy, sprzęt do firmy, wydarzenia biznesowe)
- Filmy/seriale/VOD (premiery kinowe, serwisy streamingowe, wydarzenia z branży filmowej)

### Forum dyskusyjne, platforma marketplace i Zatrybi.pl
W ramach portalu benchmark.pl działa również forum dyskusyjne (pod adresem forum.benchmark.pl).
W 2014 roku uruchomiona została także platforma zakupowa (marketplace), umożliwiająca porównywanie cen produktów, agregując oferty z największych sklepów internetowych w Polsce, takich jak Komputronik, RTV EURO AGD, Media Expert, MediaMarkt, Morele, Neonet, Empik czy Amazon.
W tym samym roku powołany do życia został serwis Zatrybi.pl, w którym użytkownicy wzajemnie pomagają sobie w rozwiązywaniu problemów ze sprzętem i podpowiadają, co warto kupić.

### Inne działania
Serwis benchmark.pl organizuje cykliczne wydarzenia. Wśród nich znajdują się: Kalendarz Adwentowy (coroczny cykl 24 konkursów w formie 1 dzień – 1 konkurs: od 1 do 24 grudnia) oraz Produkt Roku (coroczny plebiscyt, w którym eksperci i użytkownicy nominują, a następnie głosują na najlepsze produkty danego roku).
Portal benchmark.pl obejmuje również patronatem medialnym branżowe wydarzenia, takie jak targi Poznań Game Arena, biznesowe konferencje IT czy turnieje e-sportowe.

### Konta użytkowników
Korzystanie z serwisu nie wymaga dokonywania żadnych płatności ani posiadania konta. Tylko zarejestrowani (i zalogowani) użytkownicy mają jednak możliwość dodawania komentarzy oraz ich oceniania.
Użytkownicy mogą dodawać awatary, które są widoczne przy ich komentarzach, jak również szczegółowe specyfikacje swoich komputerów – widoczne na stronach ich profili.

### Redakcja
Redakcja benchmark.pl mieści się w Poznaniu, przy ulicy Marcelińskiej 90. Serwis współpracuje jednak również z dziennikarzami i ekspertami z innych części Polski, pracującymi zdalnie. Łącznie artykuły na łamach portalu publikuje obecnie kilkudziesięciu autorów.
Aktualnym (od 2024) redaktorem naczelnym serwisu jest Paweł Maziarz. Do lipca 2018 roku był nim założyciel portalu – Wojciech Kiełt, a w latach 2018–2024 Mateusz Sołtysiak.

## Popularność
Serwis benchmark.pl jest jednym z najpopularniejszych portali internetowych o tematyce nowych technologii w Polsce. Miesięcznie odwiedzają go 3 – 4 miliony osób. Liczba zarejestrowanych użytkowników przekroczyła w maju 2022 300 tysięcy.
Na forum.benchmark.pl z kolei w maju 2022 zarejestrowanych było ponad 180 tysięcy użytkowników, a w szczytowym momencie w historii równocześnie korzystało z niego przeszło 48 tysięcy osób.